# Ален Шастаньоль
Ален Шастаньоль (15 лютого 1945, Париж — 15 січня 2010, там же) — медіа-менеджер і французький політик, заступник мера Суяка.
У 1977 році, у віці 32 років, він очолив міську ратушу Суяка, яка до того була комуністичною, і залишався там до 2008 року. У цій якості він підтримував розвиток джазового фестивалю Souillac, брав участь у доступі до автомагістралі A20 (Франція) з Жаком Шираком і створення виїзду на Суйяк, проект аеропорту Брів-Суйяк.
Обраний депутатом від Lot (RPR) з березня 1986 по травень 1988, він також був генеральним радником Lot з 1985 по 2004 і регіональним радником для Південь-Піренеїв з 1992 по 1998.
У 2007 році отримав звання офіцера Почесного легіону.
Довелося чекати 6 років, щоб знову побачити, як мер UMP виграв муніципальні вибори Суйяка в особі Жана-Мішеля Санфурша. Абсолютну більшість здобула в першому турі проти трьох інших кандидатів, яких тільки Алену Шастаньолю вдалося отримати з подібним балом у 1977 році, під час своїх перших виборів.
У 2015 році муніципалітет Жан-Мішель Санфурш вшановує еспланадою того, хто був мером міста Ален-Шастаньоль.